# Emberà

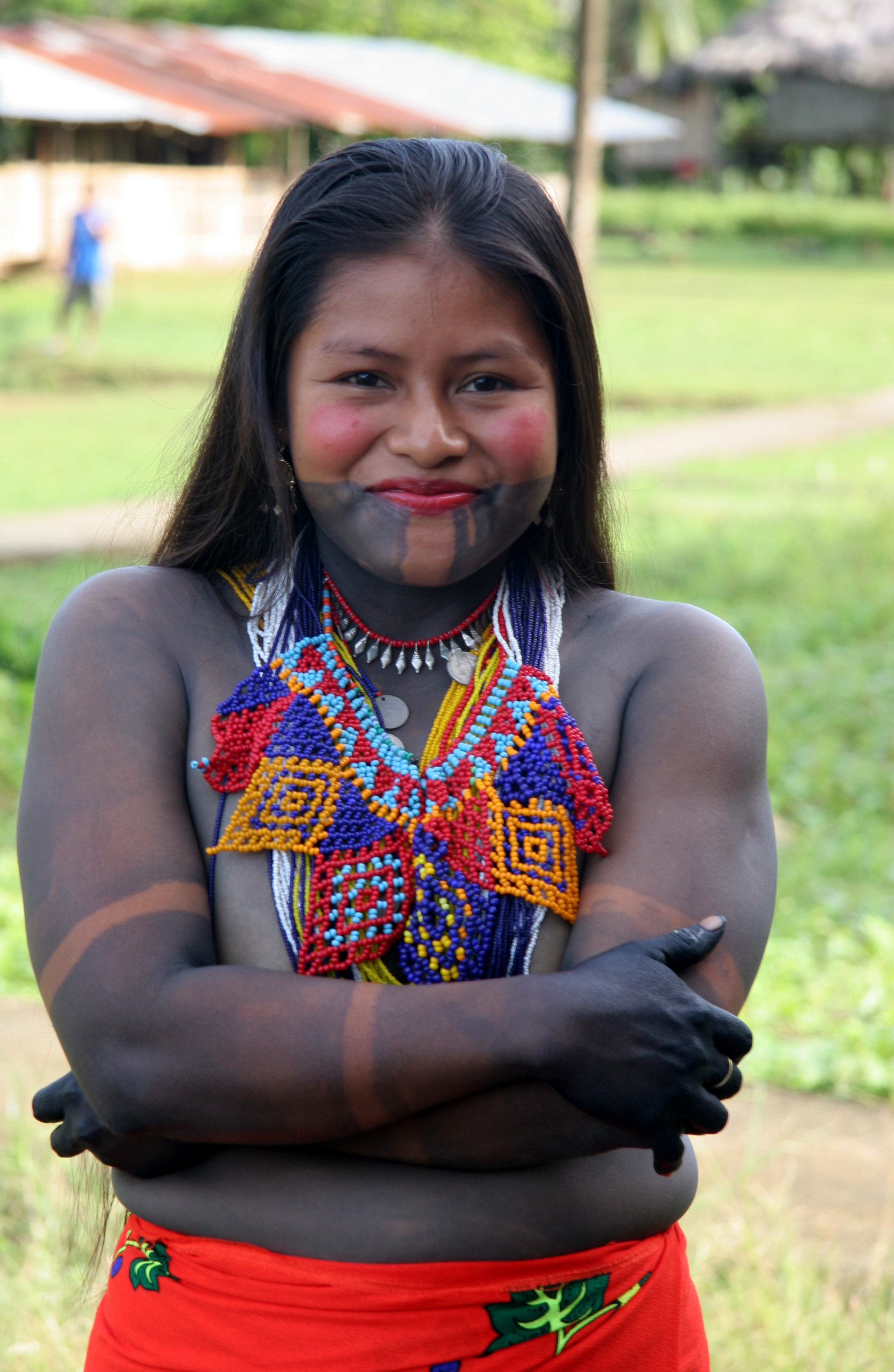
Jove Emberà del Panamà.

Els emberà o ẽpẽrá, també anomenats chocó. són un poble d'amerindis que habita algunes zones del litoral pacífic i zones adjacents de Colòmbia, l'est de Panamà i el nord-oest de l'Equador. Són unes 93.000 persones (2004).
Són dividits en diversos grups. Els emberá katío (38.259 el 2005) que habiten a l'alt Sinú i l'alt riu San Jorge, departament de Córdoba i a Urabá, a Colòmbia; els emberá xamí (29.094 el 2005) que viuen a les serralades occidental i central dels Andes colombians, departaments d'Antioquia, Caldas, Risaralda, Quindío i Valle; chocós o simplement emberà que habiten les conques del riu Baudó i del baix San Juan, municipis d'Istmina, Alto Baudó i Pizarro; el riu Curiche, municipi de Juradó al Chocó (Colòmbia); i en la comarca Emberá-Wounaan al Darién (Panamà); i com eperara siapidara o epená, als de la costa Pacífica dels departaments de Valle, Cauca i Nariño a Colòmbia.
A Panamà se'ls acostuma a anomenar emberà (amb accent). Emberá significa literalment: "La gent del blat de moro". A l'Equador són anomenats épera i habiten a la província d'Esmeraldas, concretament al cantó Eloy Alfaro, parròquia Borbó i les conques dels rius Cayapas i Santiago. En aquesta zona formen una població d'uns 250 individus.

## Forma de vida
.

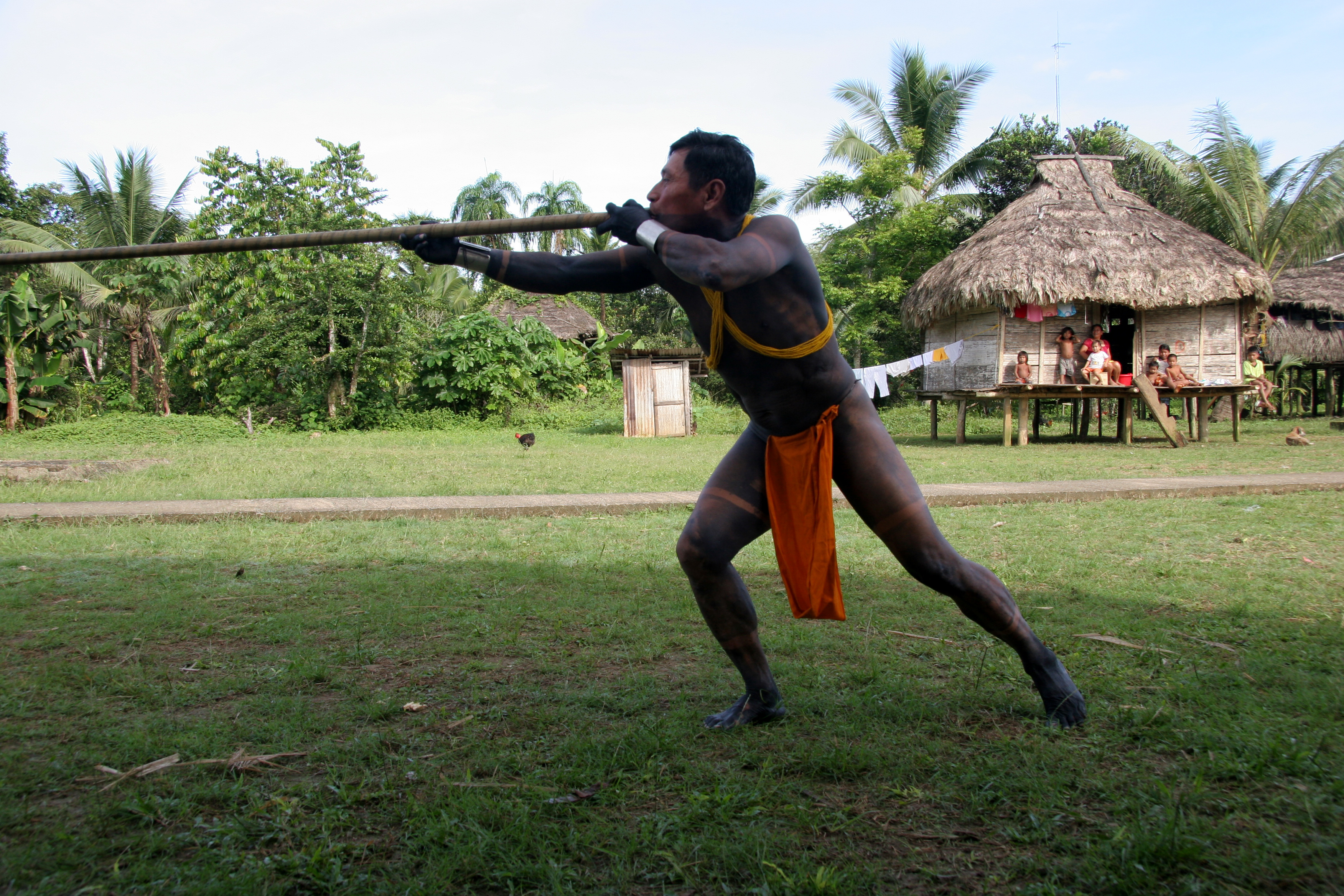
Demostració de l'ús d'una sarbatana a Darién (Panamà)

Tenen un patró de poblament dispers i expansiu per grups de parents tant per línia paterna com materna. Per l'augment de població, per limitació dels recursos, per desig de canviar, per conèixer o per aliances matrimonials o divergències, un grup de parents es desprèn d'un assentament i s'estableix en un altre riu o en un altre lloc del mateix riu o muntanya, reproduint la mateixa organització social originària.
Les seves activitats principals són l'horticultura itinerant i la pesca. Practiquen també la caça i la recol·lecció.
Els emberà es classifiquen a si mateixos segons les seves condicions de vida, com els dóbida ("homes del riu"), habitant de les riberes dels rius; pusábida, habitant de les costes marítimes (del Pacífic), els xamí (la serralada), Oíbida dels boscos andins i eyábida de les zones desforestades.

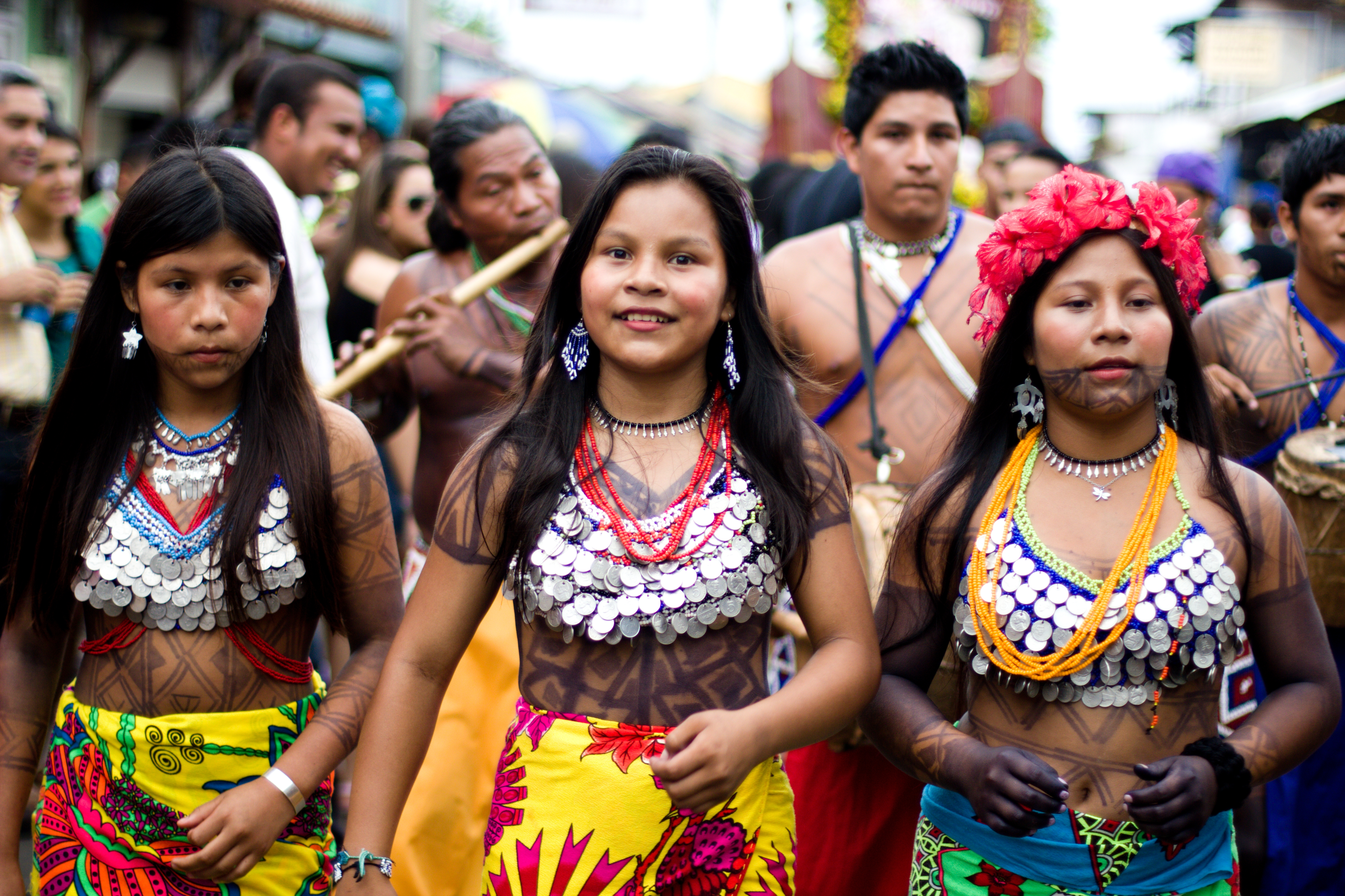
Dones emberà en desfilada Festa de Festes, Chitré 2012

En la mesura que la colonització va destruir els boscos on habitaven, diverses comunitats xamí s'han fet sedentàries, amb cultius temporals o permanents en parcel·les familiars. Alguns grups són jornalers, a partir que els seus territoris van ser absorbits per les hisendes cafeteres, d'algunes de les quals van ser expulsats recentment quan van baixar els preus internacionals del cafè. En el departament del Chocó (Colòmbia) viuen en comunitats seguint els models tradicionals i tenen la seva pròpia forma organitzativa.

## Jaibanisme

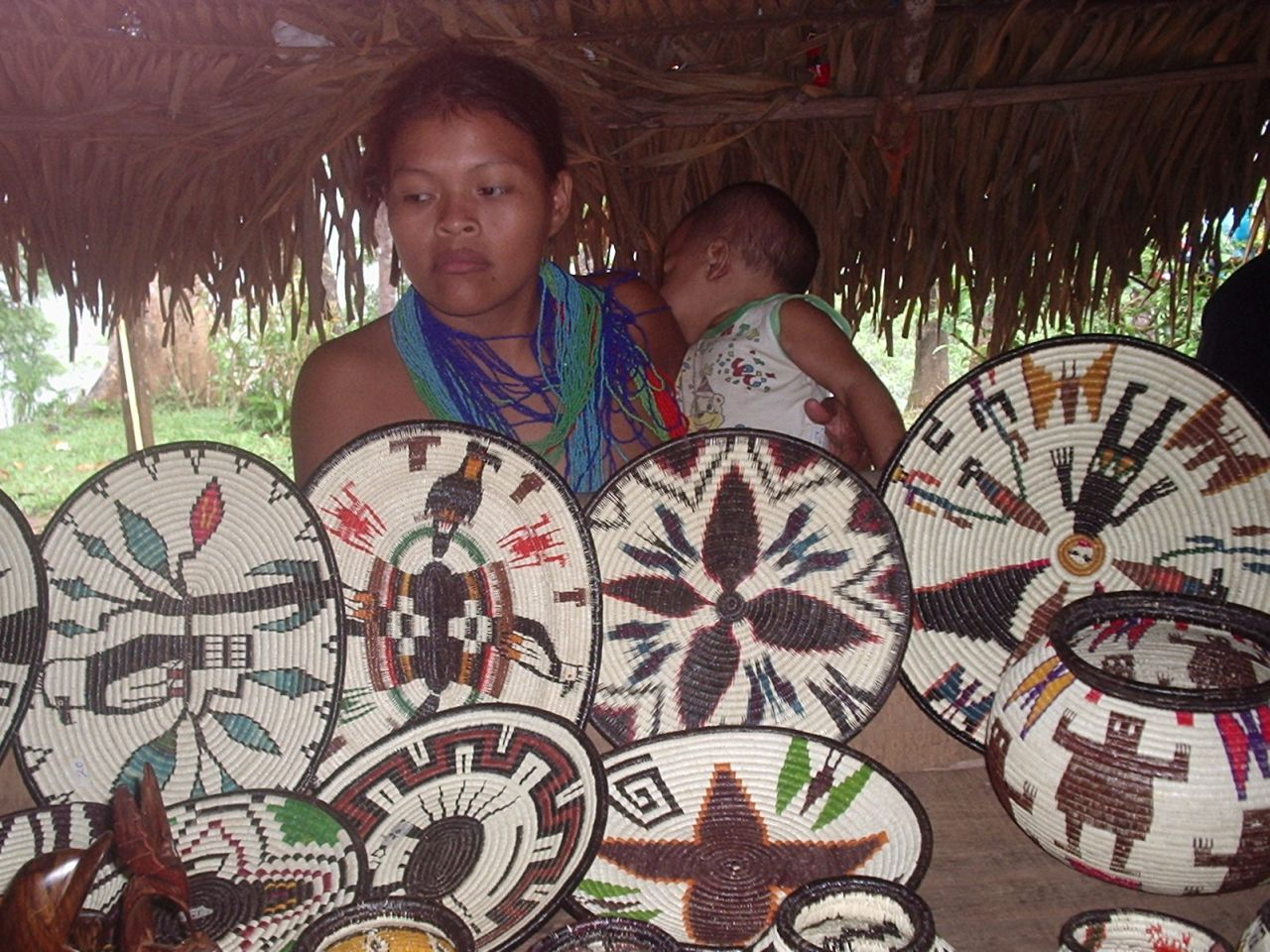
Dones emberà de Panamà venent cistelles i plats teixits a mà.

Un aspecte de la important vida dels embera és la seva relació amb els esperits jai per mitjà dels seus jaibaná, xamans no hereditaris que aprenen dels seus mestres ja experimentats sobre el poder màgic espiritual, des del qual es regula la vida, la salut, la subsistència i la natura.
Conceben tres formes de jai: els de l'aigua, Dojura, juntament amb les Wandra, mares dels animals i plantes que habiten en les capçaleres dels rius, els Antumiá de la selva profunda, i els dels animals selvàtics que són transformacions d'ànimes dels humans morts.
Els tractes dels jaibaná amb els jai garanteixen les activitats fonamentals de la societat i la continuïtat dels cicles naturals, establint alhora la territorialitat de les comunitats. Aquests tractes tenen un caràcter cosmològic en la mesura que la comunicació i convenis amb els jai regulen els intercanvis entre els diferents nivells superposats de l'univers.
Dachizeze, pare del món més alt, va engendrar Tutruicá al món de més avall i a Caragabí en aquest món. S'explica que Caragabí va poder fer als humans només en manllevar el fang a Tutruicá i després va fer moure als humans perquè va saber treure-li la pesadesa de la terra. El blat de moro i el Pixbae o chontaduro van ser portats d'un nivell més alt. Sense l'intercanvi de materials i sabers entre mons, la societat i la naturalesa no podrien continuar. Caragabí va aconseguir derrocar l'arbre Jenené, de la seva arrel va brollar el mar, les seves branques són els rius i sobre els rius està una gran serp, Jepa, amb la qual es pot accedir per transportar-se entre nivells del món, cosa que també passa a les capçaleres dels rius, on transiten els éssers del món de baix i de dalt. Els animals caçats que tenen les seves mares a les capçaleres dels rius són gent de baix visibilitzada com animals i les ànimes dels humans morts poden ser menjar de la gent de baix, com quan una serp mossega un humà es considera que la gent de baix l'ha caçat.
Els jaibaná continuen la tasca de Caragabí i altres herois dels relats, en ser instruments de tracte amb els nivells del cosmos i propiciar la continuïtat dels intercanvis que caracteritzen la vida, que és naturalesa i societat alhora.

## Llengua
La seva llengua pertany, juntament amb la dels Wounaan, a la família de llengües chocó, que alguns agrupen en una macrofamília amb les llengües carib. L'embera és una llengua aglutinant i ergativa que privilegia la visió de l'objecte (o pacient) del verb. Al chocó es troben tres llengües diferents: Dóbida, Chamí i Katío.